# Poręba
Poręba is een stad in het Poolse woiwodschap Silezië, gelegen in de powiat Zawierciański. De oppervlakte bedraagt 40,04 km², het inwonertal 8808 (2005).

## Verkeer en vervoer
- Station Poręba